# Paul Teal
Paul Joseph Teal (* 18. Juli 1989 in Wilmington, North Carolina; † 15. November 2024 in Raleigh, North Carolina) war ein US-amerikanischer Schauspieler. Bekannt wurde er durch seine Rolle als Josh Avery in der Serie One Tree Hill.

## Leben
Teal war der Sohn von Joe Teal und Julie Gill. Nach der Scheidung seiner Eltern wuchs er zusammen mit seinen Schwestern Annie und Sallie in einer Patchworkfamilie auf, die durch die neuen Partner der Eltern erweitert wurde. Er hatte zwei Stiefbrüder, Aaron und Michael. Seine Kindheit und Jugend verbrachte er in Wilmington, wo er früh Interesse an Schauspiel und Theater entwickelte und bereits mit zwölf Jahren auf der Theaterbühne stand. Er war aktiv bei lokalen Theatergruppen wie der Opera House Theatre Company und trat regelmäßig in der Thalian Hall auf. Nach seinem Abschluss an der Hoggard High School absolvierte er das zweijährige Meisner-Programm des William Esper Studio in New York City und im Anschluss verfeinerte er seine Schauspielkunst im Rahmen des Frühjahrs-Konservatoriums beim Terry Schreiber Studio.
Im April 2024 wurde bei Teal neuroendokriner Bauchspeicheldrüsenkrebs im vierten Stadium diagnostiziert, an dessen Folgen er im November desselben Jahres – im Alter von nur 35 Jahren – im Duke Raleigh Hospital verstarb. Seine Verlobte, die Schauspielerin Emilia Torello, beschrieb ihn in einem Nachruf als den „einfühlsamsten, inspirierendsten, zielstrebigsten, diszipliniertesten und liebevollsten Mann“.

## Karriere
Paul Teal trat während seiner Karriere in einer Vielzahl von Theaterproduktionen auf, darunter in Musicals wie Newsies, Sweeney Todd, The Last Five Years, The Notebook: The Musical und Rent.
Sein Durchbruch im Fernsehen gelang ihm 2009 als Josh Avery in der siebten Staffel der Fernsehserie One Tree Hill. Spätere Fernsehrollen umfassten Auftritte in Good Behavior, Shots Fired – Im Fadenkreuz der Gerechtigkeit, Outer Banks und The Walking Dead: World Beyond. 2020 spielte er Timothy Granger in dem Film Lilly, der das Leben der Aktivistin Lilly Ledbetter beschreibt, und 2022 war er in der Disney-Produktion Descendants: The Rise of Red zu sehen.
Letzte Rollen vor der Kamera hatte er in dem Kurzfilm 1st Memory als Cameron sowie in sechs Folgen der Fernsehserie The Hunting Wives als Pastor Pete, die erst posthum veröffentlicht wurden. Daneben unterrichtete er junge Schauspielschüler in seiner Heimatstadt bis kurz vor seinem Tod. Er war Mitglied der Schauspielergewerkschaft SAG-AFTRA.
Im deutschen Sprachraum wurde Teal unter anderem von Sam Bauer, René Dawn-Claude, Tammo Kaulbarsch und Jan Makino synchronisiert.

## Filmografie (Auswahl)
- 2009–2010: One Tree Hill (Fernsehserie)
- 2013: Psychodrama (Fernsehserie)
- 2016: Good Behavior (Fernsehserie)
- 2017: Shots Fired (Miniserie)
- 2019: Der Denver-Clan (Dynasty, Fernsehserie)
- 2020: The Walking Dead: World Beyond (Fernsehserie)
- 2020: Weihnachten ahoi! (USS Christmas, Fernsehfilm)
- 2021: Fear Street – Teil 2: 1978 (Fear Street Part Two: 1978)
- 2021: Outer Banks (Fernsehserie)
- 2021: American Rust (Fernsehserie)
- 2022: Tiefe Wasser (Deep Water)
- 2022: The Staircase (Miniserie)
- 2023: George & Tammy (Fernsehserie)
- 2024: Descendants: The Rise of Red (Fernsehfilm)
- 2024: Lilly